# Bữa ăn học đường

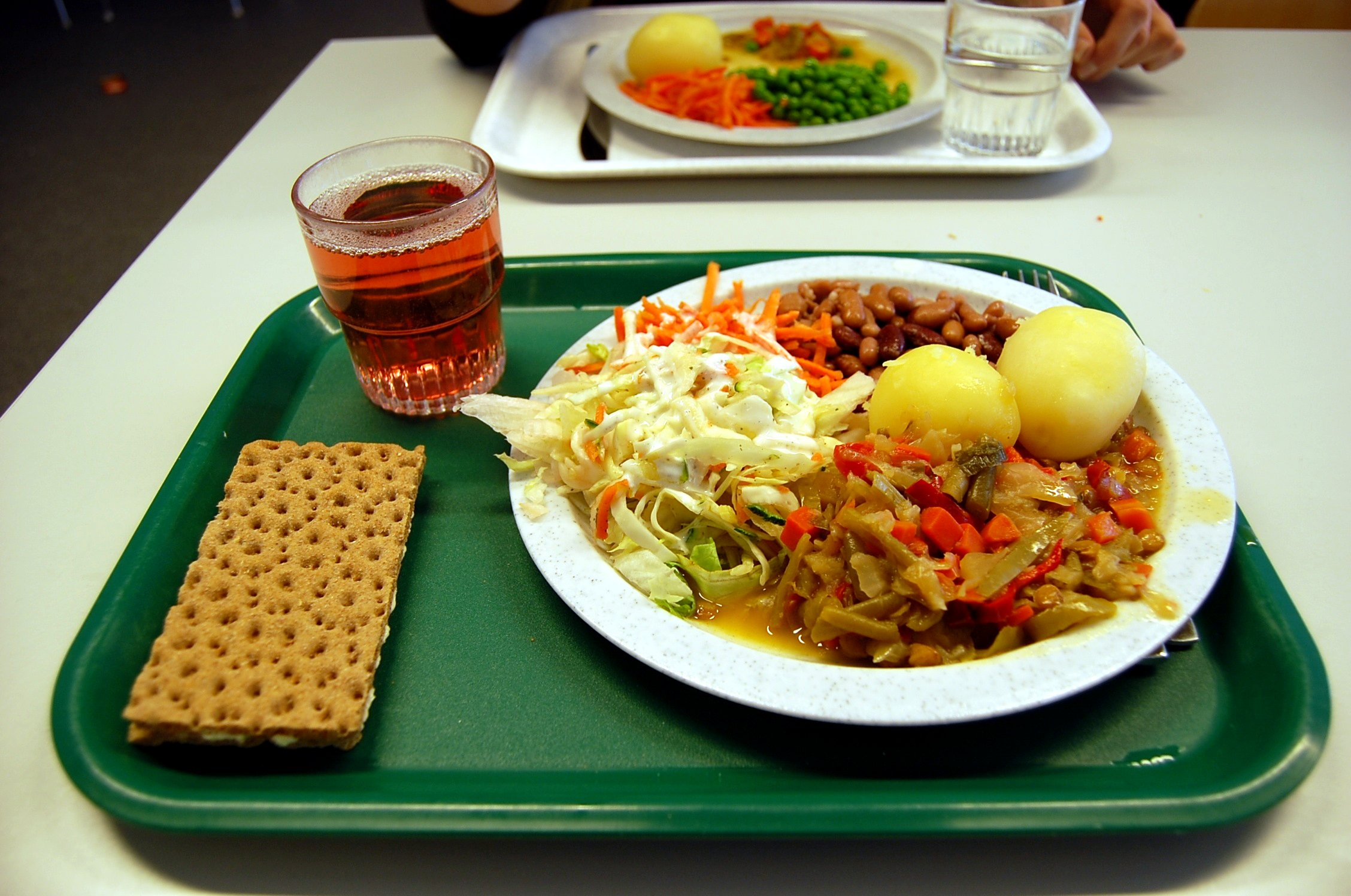
Một bữa ăn học đường ở Thuỵ Điển

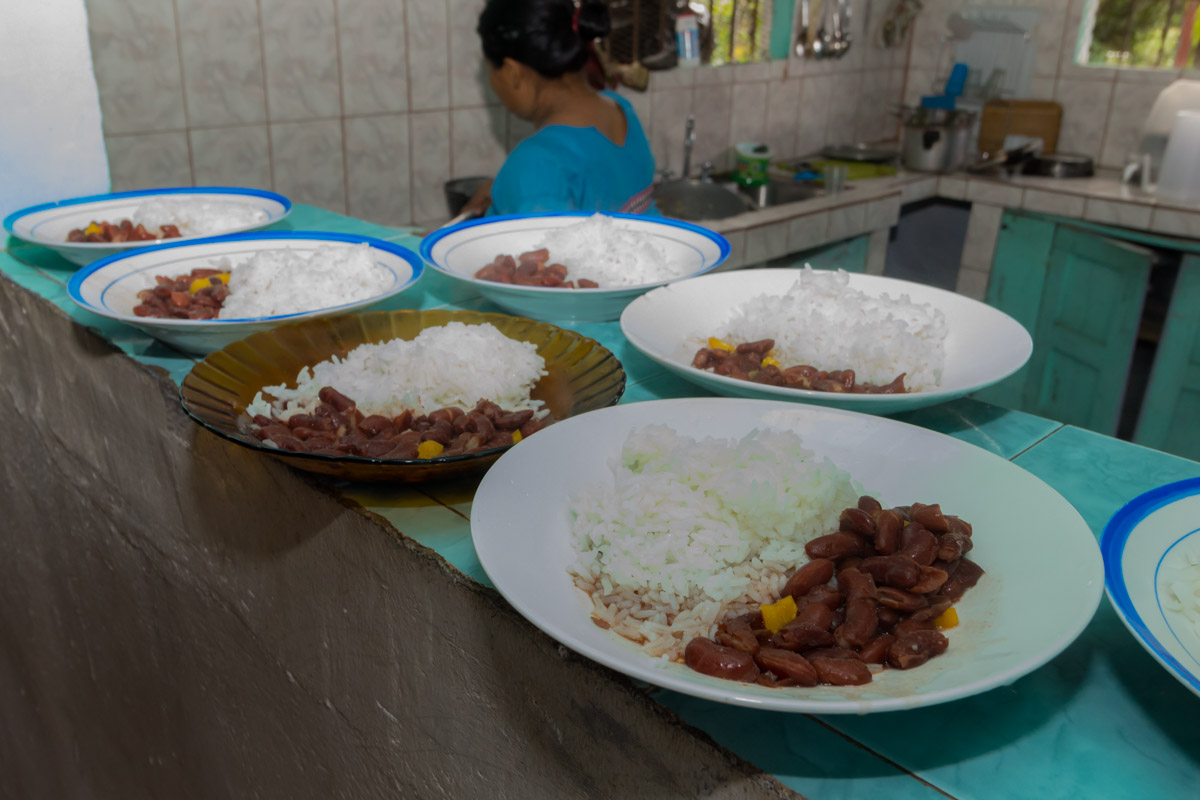
Một bữa ăn học đường ở Panama

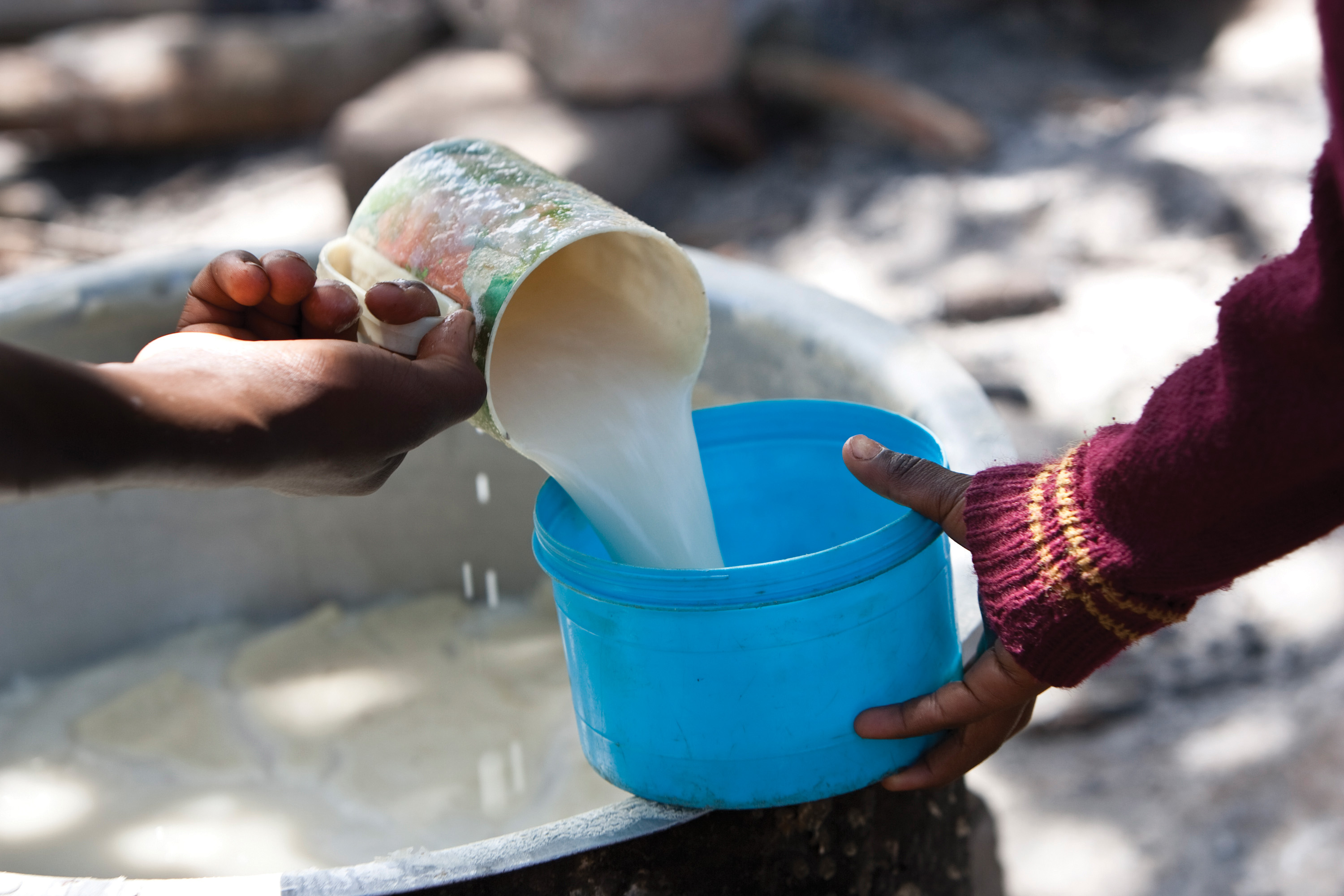
Sữa tươi trong suất ăn trường học

Bữa ăn học đường hay bữa ăn ở trường học (School meal) là bữa ăn được chuẩn bị để cung cấp cho các em học sinh ở trường học, thường là vào giữa giờ trưa (bữa ăn trưa) hoặc vào thời gian đầu ngày học (bữa ăn sáng). Các quốc gia trên toàn thế giới có nhiều loại chương trình bữa ăn học đường. Hàng triệu trẻ em từ tất cả các tiêu chuẩn và điểm số nhận được bữa ăn của họ tại các trường tương ứng của các em mỗi ngày. Ở Việt Nam, chất lượng bữa ăn học đường là một vấn nạn xã hội, sự thiếu trách nhiệm và tham ô, thiếu kiểm soát, trái đạo đức giáo dục, bất chấp vì lợi nhuận đã dẫn đến tình trạng chất lượng bữa ăn học đường không bảo đảm, lèo tèo, không tương xứng với giá trị suất ăn, nhiều học sinh bị ngộ độc thực phẩm ảnh hưởng đến sức khỏe, thậm chí có trường hợp tử vong là thực trạng đã và đang diễn ra ở các địa phương, gây bức xúc trong dư luận và luôn là nỗi lo lắng của các bậc phụ huynh. 

## Tổng quan
Các bữa ăn ở trường cung cấp thực phẩm năng lượng cao với các giá trị dinh dưỡng cao, thường miễn phí, hoặc ở mức tiết kiệm, bình dân. Những lợi ích của bữa ăn ở trường học khác nhau giữa các quốc gia. Trong khi ở các nước phát triển, bữa ăn ở trường là nguồn cung cấp các bữa ăn bổ dưỡng, ở các nước đang phát triển, đó là động lực để trẻ em thích đến trường và tiếp tục học tập. Ở các nước đang phát triển, bữa ăn ở trường cung cấp, bảo đảm an ninh lương thực vào những thời điểm khủng hoảng và giúp trẻ em trở thành những người trưởng thành khỏe mạnh và hiệu quả, do đó phá vỡ chu kỳ đói nghèo.
Các loại gồm bữa ăn học đường miễn phí: Thụy Điển, Phần Lan, Estonia và Ấn Độ nằm trong số ít các quốc gia cung cấp bữa ăn miễn phí cho tất cả học sinh trong giáo dục bắt buộc, bất kể khả năng chi trả của gia đình các em. Nhiều quốc gia cung cấp bữa ăn để cải thiện tỷ lệ đi học. Tại Ấn Độ, nơi tất cả các học sinh trường Công lập được cung cấp các bữa ăn trưa miễn phí (Chương trình bữa ăn trưa), thức ăn chủ yếu khác nhau giữa các tiểu bang và khu vực khác nhau, được cung cấp cùng với giáo dục miễn phí. Ở các nước có thu nhập cao, các bữa ăn miễn phí thường chỉ có sẵn cho trẻ em đáp ứng các tiêu chí dựa trên thu nhập. Trợ giá để giảm giá bữa ăn: Được thực hiện ở một số quốc gia cho những người cần một mức độ hỗ trợ với chi phí thêm. Các bữa ăn có chi phí thấp hơn dành cho sinh viên ở các nước như Pháp, Ý, Hồng Kông, Nhật Bản và Hoa Kỳ. 